# Tales of Vesperia
Tales of Vesperia (テイルズ　オブ　ヴェスペリア,, Teiruzu obu Vesuperia) est un jeu vidéo de rôle édité par Bandai Namco Entertainment et développé par le studio japonais Namco Tales Studio, sorti en 2008 sur Xbox 360 et en 2009 sur PlayStation 3. Il s'agit du dernier jeu de la Team Symphonia depuis la fusion avec la Team Destiny. 
Le jeu fait partie de la série Tales of. Le producteur et directeur en chef du projet est Yoshito Higuchi et le character designer est Kōsuke Fujishima (les deux hommes ont déjà collaboré sur Tales of Symphonia et Tales of the Abyss). L'animation est réalisée par Production I.G. Bonnie Pink chante le thème principal de la version japonaise et américaine,  Ring a Bell .
Le jeu est sorti sur la console Xbox 360 le 7 août 2008 au Japon, le 26 août 2008 aux États-Unis et le 26 juin 2009 en Europe. L'adaptation PlayStation 3 est sortie le 17 septembre 2009 au Japon; elle implémente divers ajouts comme deux personnages jouables (une pirate nommée Patty Fleur et le chevalier Flynn), de nouvelles tenues pour les personnages et quelques missions annexes inédites.
Une version remasterisée du jeu intitulée Tales of Vesperia: Definitive Edition (nommée Remaster au Japon), contenant tous les ajouts Playstation 3 est disponible sur Xbox One, Playstation 4, Nintendo Switch et Windows depuis le 11 janvier 2019. Elle comprend également les voix japonaises en plus des voix anglaises déjà disponibles dans la version Xbox 360.
Un anime nommé Tales of Vesperia: First Strike est sorti à l'automne 2009. Il retrace des faits antérieurs au jeu, au moment où Yuri et Flynn évoluent ensemble dans les chevaliers Zaphian.

## Système de jeu
Tales of Vesperia utilise une version améliorée du système de combat de Tales of the Abyss : le Evolved Flex-Range Linear Motion Battle System (EFR-LMBS). Quatre personnages sont utilisables à la fois pendant un combat, un contrôlé par le joueur et les trois autres par l'IA. Le free run permet de se déplacer librement sur toute la zone de combat.
Déjà présent dans Tales of Symphonia et Tales of the Abyss, le "hors-limites" (ou overlimit) fait son retour, cette fois-ci sous la forme d'une jauge située à gauche de l'écran de combat et qui augmente lorsque l'on donne des coups aux ennemis. Le hors-limites possède différents niveaux qui vont de 0 à 4 et peut être utilisé sur un personnage à la fois. Selon le niveau de la jauge et les capacités du personnage, le personnage acquiert de nouvelles capacités qui se dissipent une fois qu'il n'est plus hors-limites.
Tales of Vesperia introduit également un nouveau système d'apprentissage des Skill. Il existe quatre types de Skill : attaque, défense, mouvement et support. Chaque équipement possède un certain nombre de Skill implantés en eux. Lorsqu'un équipement est équipé, ses Skill peuvent être utilisés à tous moments par le personnage, mais il les perd si l'équipement est retiré. Pour conserver les Skill d'un équipement, il faut gagner des « Learning Points » en éliminant des ennemis. Ces Learning Points sont ensuite attribués à chaque Skill. Une fois qu'un Skill est appris, celui-ci peut être utilisé même sans l'équipement auquel il était rattaché en utilisant des Skill Points. Les Skill Points d'un personnage augmentent au fur et à mesure que celui-ci gagne des niveaux.
Les Hi-ougi (artes mystiques) sont les techniques les plus puissantes. Chaque personnage en possède un.
Les Frappes Fatales (FS) peuvent détruire n'importe quel ennemi en un coup et sont activés en appuyant sur un bouton lorsque l'une des trois jauges FS de l'ennemi est réduite a zéro. Ils fonctionnent également sur les boss, leur infligeant de lourds dégâts sans pour autant les tuer directement.
Une autre nouveauté est le Lien Combat. Si les personnages se battent contre des monstres, d'autres monstres peuvent apparaitre sur la zone de combat à condition qu'ils soient proches de l'endroit où le combat a commencé. Comme dans Tales of the Abyss, si un monstre attaque le joueur par derrière, une Surprise Encounter a lieu et un combat est commencé avec les personnages de l'équipe non actifs en temps normal, à l'exception du personnage numéro 1 (contrôlé par le joueur).
Des missions secrètes peuvent être accomplies durant les combats contre les boss, elles permettent de gagner des récompenses.
En plus des différents costumes que les personnages peuvent utiliser, le jeu offre à présent différents accessoires qui permettent de personnaliser les personnages.
Les saynètes, courts dialogues entre les personnages, sont à présent dotées de voix dans la version américaine et japonaise du jeu.

## Histoire
Dans le monde de Terca Lumeiris, règne une substance nommée l'aer qui est à l'origine du monde, des humains ainsi que des monstres qui y habitent. Les humains sont protégés des monstres de l'extérieur par des barrières autour des villes appelées « blastia ». Les blastias servent également aux besoins des habitants de ce monde.
Dans le quartier inférieur de Zaphias, capitale de Terca Lumeiris, Yuri Lowell, ancien chevalier impérial qui a démissionné pour cause de contradiction avec l'empire, aide désormais ceux qui sont dans le besoin. Un jour, le quartier inférieur de Zaphias est envahi d'eau de la fontaine.
Voulant l'examiner, il découvre que le noyau de la fontaine (qui est un blastia: l'aque blastia) a disparu. Après avoir appris qu'un certain Mordio a été le dernier à avoir approché le blastia, Yuri décide de se rendre dans le quartier noble.
Après être entré par effraction dans un domicile de noble, avoir été arrêté par les gardes et envoyé en prison, Yuri, pendant son évasion, rencontre une jeune fille poursuivie par les gardes. Celle-ci mentionne le nom de Flynn, un ami d'enfance de Yuri qui décide alors de l'aider à le trouver mais sans oublier sa quête première: trouver Mordio et lui reprendre l'aque blastia de gré ou de force.

## Personnages jouables
Yuri Lowell (ユーリ・ローウェル, Yūri Rōweru)

Age: 21 ans

Genre: Homme

Taille: 180 cm

Voix Japonaise: Kosuke Toriumi
Le personnage principal du jeu, un jeune homme vivant dans les quartiers inférieurs de la capitale Zaphias et qui aide ceux qui en ont besoin. Il est très sarcastique et cynique mais il a un bon fond. Comme son ami d'enfance Flynn, il était par le passé un chevalier, ce qui lui donnait la liberté de faire de courts voyages en dehors de sa ville natale, mais il s'est retiré en raison de son aversion pour le gouvernement. À présent il travaille comme garde du corps. Envieux de Flynn, il décide de partir de la ville par lui-même. Après les évènements qui l'ont conduit à être emprisonné, il rencontre la princesse Estelle et ils partent ensemble découvrir le monde au-delà de la capitale Zaphias.
Au combat, il utilise des épées et des haches en tant qu'armes principales, et son poing en tant qu'arme secondaire. C'est un combattant rapide qui peut réaliser de nombreux enchainements.
Estellise Sidos Heurassein (エステリーゼ・シデス・ヒュラッセイン, Esuteriize Shidesu Hyurassein)

Age: 18 ans

Genre: Femme

Taille: 165 cm

Voix japonaise : Mai Nakahara
Premier rôle féminin, son vrai nom est Estellise mais Yuri décide de l'appeler "Estelle" et elle désire continuer à être appelée ainsi par ses amis. Elle est longtemps restée enfermée dans son château à Zaphias où elle a appris à se battre avec une épée. Voulant explorer le monde, elle saisit l'occasion et part avec Yuri Lowell en dehors la capitale Zaphias. Elle est très surprise par ce qu'elle découvre du monde, et aime s'instruire en lisant des livres.
Au combat, elle se bat avec des épées et des sceptres. C'est aussi le personnage qui possède le plus de magies curatives dans le groupe.
Flynn Scifo (フレン・シーフォ, Furen Shīfo)

Age: 21 ans

Genre: Homme

Taille: 180 cm

Voix Japonaise: Mamoru Miyano
Un chevalier qui se bat avec une épée et un bouclier. Il partagea son enfance avec Yuri bien qu'ils soient très contrastés, aussi bien physiquement que mentalement. Il a les mêmes idéaux pour aider les autres mais fait passer en premier les intérêts du gouvernement. En tant que chevalier, il voyage régulièrement pour tuer des monstres.
Au combat, il utilise une épée. Flynn fera partie de l'équipe selon l'évolution du scénario dans la version Playstion 3 et la Definitive Edition.
Repede (ラピード, Rapīdo)

Age: 4,5 ans

Genre: Chien

Taille:170 cm[réf. nécessaire]

Voix Japonaise: Makoto Ishii
Le chien de Yuri. Il garde toujours une pipe dans sa bouche, celle de son ancien maitre. Il est très amical avec ceux qu'il accepte mais déteste quand quelqu'un qu'il ne connait pas essaye de le toucher. 
Au combat, il utilise une dague pour attaquer au corps à corps.
Rita Mordio (リタ・モルディオ, Rita Morudio)

Age: 15 ans

Genre: Femme

Taille: 150 cm

Voix Japonaise: Rika Morinaga
Une chercheuse d'Aspio qui étudie le Blastia et qui déteste être interrompue pendant ses recherches. C'est une solitaire qui n'aime pas établir de relations avec d'autres personnes. Karol l'énerve au plus haut point et elle n'hésite pas a le remettre à sa place lorsqu'elle en a l'occasion.
Au combat, elle utilise des foulards ainsi que des fouets mais aussi des livres comme arme secondaire. C'est le personnage du groupe qui possède le plus de magies offensives.
Karol Capel (カロル・カペル, Karoru Kaperu)

Age: 12 ans

Genre: Homme

Taille: 135 cm

Voix Japonaise: Kumiko Watanabe
C'est un petit garçon qui prétend faire partie de la guilde " Les Lames Chasseresses " (魔狩りの剣 (Magari no tsurugi)) et certaines circonstances le feront joindre le groupe de Yuri. Malgré sa bonne humeur, il est assez peureux et manque de confiance en lui. 
Au combat, il utilise des haches/marteaux géants et des épées géantes.
Judith (ジュディス, Judisu)

Age: 19 ans

Genre: Femme

Taille: 175 cm

Voix Japonaise: Aya Hisakawa
C'est une jolie jeune femme faisant partie de la tribu des Krytiens (クリティア (Kuritia)) se déplaceant au dos d'un dragon nommé Ba'Ul. 
Au combat, elle utilise des lances et est capable de réaliser de nombreux enchainements aériens.
Raven (レイヴン, Reivun)

Age: 35 ans

Genre: Homme

Taille: 170 cm

Voix Japonaise: Eiji Takemoto
Un homme mystérieux qui aime les choses simples. Il rencontre Yuri au début du jeu alors qu'ils sont en prison. Il a tendance à énerver le groupe avec ses moqueries mais sait devenir sérieux lorsqu'il le faut. Il souffre cependant d'un passé dont il ne désire pas parler. Il semblerait qu'il soit un combattant de la Grande Guerre.
Au combat, il utilise des arcs et des dagues comme arme secondaire. C'est un personnage très complet qui peut attaquer aussi bien à distance qu'au corps à corps, mais aussi utiliser des magies offensives.
Patty Fleur (パティ・フルール Pati Furuuru)

Àge :

Taille :

Voix Japonaise : Chiwa Saïto
Une jeune fille pirate enjouée qui parcourt le monde à la recherche de romance et du trésor légendaire du célèbre pirate Aifread. Malgré sa jeune apparence, elle a une personnalité et une manière de s’exprimer comme un adulte. En tant que tireuse d'élite, elle utilise une arme à feu et est tout aussi habile à manier un couteau. Elle est exclusive à la version PlayStation 3 ainsi que sur la Definitive Edition.

## Antagonistes
Clint (クリント, Kurinto)

Genre: Homme
 
Voix Japonaise: Yuji Takada
Il est le chef de la guilde des Lames Chasseresses. Il combat à l'aide d'une énorme épée. Il fait preuve d'une haine sans égale envers les monstres ainsi qu'envers les Entelxeia même s'il est tout à fait conscient de la différence entre les deux espèces.
Tison (ティソン, Tison)

Genre: Homme

Voix Japonaise: Ryuuzou Hasuike
C'est l'homme de main de Clint. Lui et Nan forment un duo combattant. Il combat à mains nues. Il s'attirera les foudres de Judith pour avoir blessé son ami Ba'ul
Nan (ナン, Nan)

Genre: Femme

Voix Japonaise : Saeko Chiba
Nan est une membre des Lames Chasseresses, combattant très souvent aux côtés de Tison, elle reste néanmoins très attachée à Karol et n'hésitera pas à ne pas suivre les ordres de son chef pour aider Karol.
Yeager (イエガー, Iegā)

Genre: Homme

Voix Japonaise: Mitsuo Iwata
Il est le chef de la guilde de la Griffe du Leviathan. Il est à double tranchant, œuvrant parfois dans l'intérêt de Courage de Vesperia, on découvrira plus tard qu'il œuvre pour le bien de sa guilde et pour protéger ses acolytes Gauche et Droite. Il combat avec une faux pouvant se transformer en bouclier ainsi qu'en fusil énergétique.
Gauche (ゴーシュ, Gōshu)

Genre: Femme

Voix Japonaise: Satomi Arai
Le "bras gauche" de Yeager. Elle et Droite ont été recueillies par Yeager lorsqu'elles étaient à l'orphelinat. Elles lui sont fidèles. Elle combat à l'épée.
Droite (ドロワット, Dorowatto)

Genre: Femme

Voix Japonaise: Miki Nagasawa
Le "bras droit" de Yeager. Elle et Gauche ont été recueillies par Yeager lorsqu'elles étaient à l'orphelinat. Elles lui sont fidèles. Elle combat à l'épée.
Zagi (ザギ, Zagi)

Genre: Homme

Voix Japonaise: Akio Suyama
Personnage énigmatique et psychopathe suivant Yuri tout au long du jeu dans l'unique but de l'affronter depuis qu'il s'est fait battre dans le château de Zaphias. Tout au long du jeu et de ses réapparitions il modifie son corps en le mutilant et en lui greffant un blastia de plus en plus gros et de plus en plus nocif, à la fois pour lui et pour ses ennemis. Il se bat avec deux lames de coude et avec son blastia.
Alexei (アレクセイ ディノイア, Arekusei Dinoia)

Genre: Homme

Voix Japonaise: Jurota Kosugi
Commandant des Chevaliers de l'Empire. Il est l'antagoniste principal durant toute la deuxième partie du jeu. Son but est de libérer l'Adephagos afin de pouvoir le détruire. Malheureusement, l'Adephagos dépasse ce qu'il avait imaginé et il sombrera dans la folie, se rendant compte de son impuissance face à ce phénomène. Il combat à l'aide d'une réplique de Dein Nomos, l'épée de Duke.
Duke (デューク, Dyūku)

Genre: Homme

Voix Japonaise: Rikiya Koyama
Personnage énigmatique tout au long du jeu, il éprouve une certaine confiance envers le groupe de Yuri et le laisse manœuvrer durant tout le jeu puisque leurs intérêts concordent, il ira même jusqu'à les aider de manière plus ou moins indirecte à divers moments. Malheureusement, il jugera la méthode du groupe de Yuri pour lutter contre l'Adephagos trop peu efficace et ne révèlera son antagonisme qu'à la toute fin du jeu.

## Musique
La bande-originale de Tales of Vesperia est composée de 4 CD et a été composée par Motoï Sakuraba

## Critiques
- Famitsu : 35/40[8]
- Gameblog : 8/10[9]
- Gamekult : 7,9/10[10]